# Staatsforst Stelzenbach
Staatsforst Stelzenbach este o arie protejată (arie specială de conservare — SAC, sit de importanță comunitară — SCI) din Germania întinsă pe o suprafață de 487 ha, integral pe uscat.

## Localizare
Centrul sitului Staatsforst Stelzenbach este situat la coordonatele 50°22′47″N 7°49′41″E / 50.3797°N 7.8281°E.

## Înființare
Situl Staatsforst Stelzenbach a fost declarat sit de importanță comunitară în august 1998 pentru a proteja 8 specii de animale. Situl a fost protejat și ca arie specială de conservare în octombrie 2005.

## Biodiversitate
Situată în ecoregiunea continentală, aria protejată conține 6 habitate naturale: Cursuri de apă de la nivel de câmpie la nivel montan, cu vegetație Ranunculion fluitantis și Callitricho-Batrachion, Liziere de ierburi înalte hidrofile de câmpie și de nivel montan până la alpin, Fânețe de joasă altitudine (Alopecurus pratensis, Sanguisorba officinalis), Păduri de fag Luzulo-Fagetum, Păduri de fag Asperulo-Fagetum, Păduri aluvionare cu Alnus glutinosa și Fraxinus excelsior (Alno-Padion, Alnion incanae, Salicion albae).
La baza desemnării sitului se află mai multe specii protejate:
- păsări (7): pescăruș albastru (Alcedo atthis), mierla de apă (Cinclus cinclus), porumbel de scorbură (Columba oenas), ciocănitoarea de stejar (Dendrocopos medius), ciocănitoare neagră (Dryocopus martius), gaia roșie (Milvus milvus), viespar (Pernis apivorus)
- nevertebrate (1): phengaris nausithous (Maculinea nausithous)

Pe lângă speciile protejate, pe teritoriul sitului au mai fost identificate 8 specii de plante, 9 specii de nevertebrate, 1 specie de reptile.